# Klub nezávislých senátorů/Senátorský klub SPO(Z)+KSČM+Severočech
Klub nezávislých senátorů, dříve Senátorský klub SPO(Z)+KSČM+Severočech, byl senátorský klub v letech 2013–2018 působící v české horní komoře, Senátu Parlamentu ČR.
Senátorský klub SPOZ+KSČM+Severočech vznikl v lednu roku 2013. Vytvořila ho pětice senátorů Vladimír Dryml, Marta Bayerová, Jaroslav Doubrava, Václav Homolka a Jaroslav Palas. V září se k dosavadním členům klubu připojil také Jozef Regec. Začátkem roku 2014 se členem klubu stal Jan Veleba, zvolený jako nezávislý kandidát, který později vystoupil z klubu KDU-ČSL, když byl zvolen předsedou strany SPOZ. Jednalo se o senátory zvolené za KSČM, Jaroslava Doubravu zvoleného za hnutí Severočeši a senátory zvolené za ČSSD, kteří se přestoupili k SPOZ založené Milošem Zemanem.
Předseda klubu Vladimír Dryml byl v září 2013 vyloučen z SPOZ. V roce 2014 potom došlo k dvěma výměnám na postu předsedy klubu. Po Vladimíru Drymlovi se stal předsedou klubu Josef Regec. Ten byl pár měsíců poté vystřídán Janem Velebou.

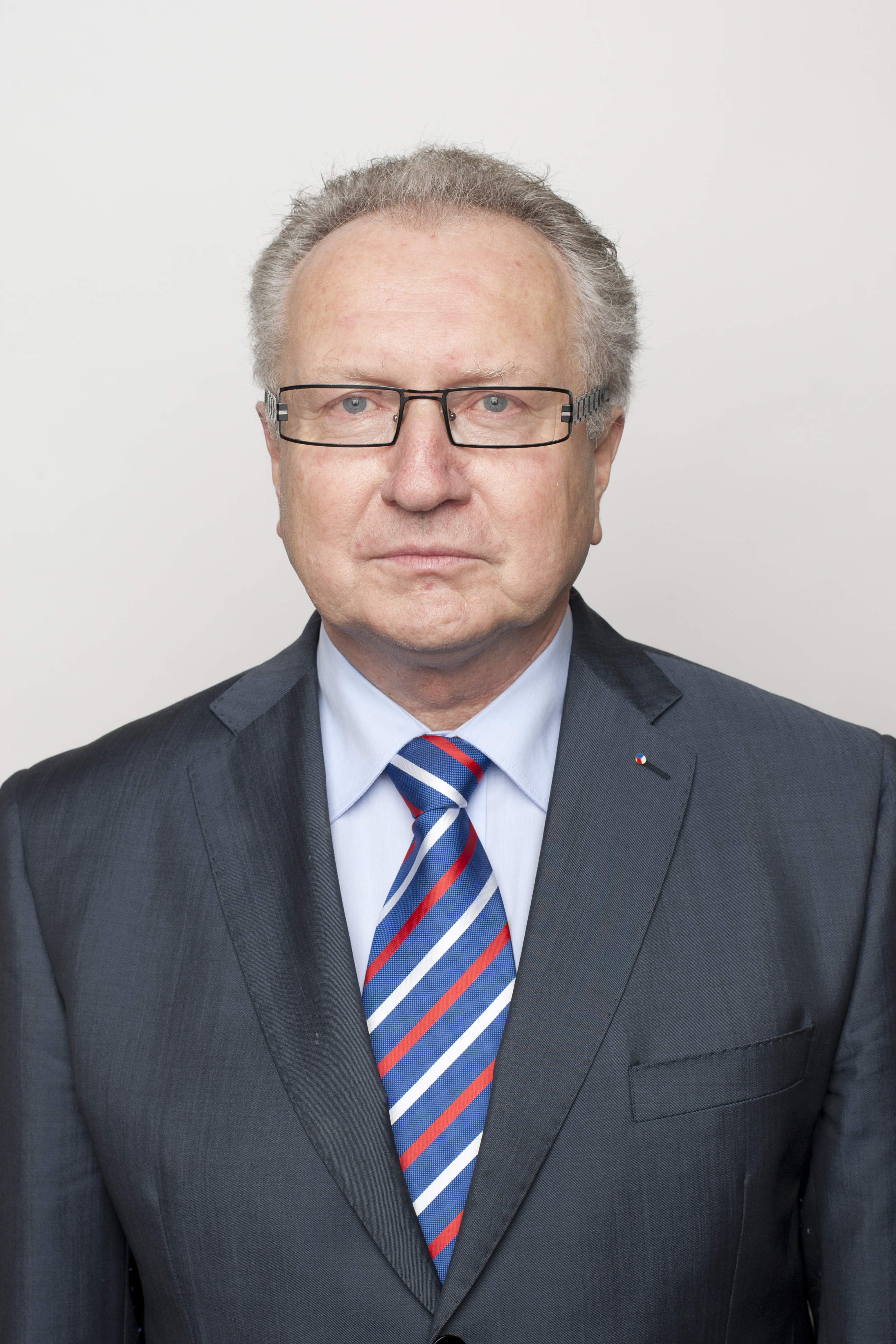
Předseda klubu v letech 2014–2018, Jan Veleba

## Seznam předsedů klubu
- Vladimír Dryml 2013–2014
- Josef Regec únor–duben 2014
- Jan Veleba 2014–2018

## Seznam členů
| Jméno             | volební obvod       | zvolen | konec mandátu | volební strana | poznámka |
| ----------------- | ------------------- | ------ | ------------- | -------------- | -------- |
| Vladimír Dryml    | 45 – Hradec Králové | 2008   | 2014          | ČSSD           |          |
| Marta Bayerová    | 54 – Znojmo         | 2008   | 2014          | KSČM           |          |
| Jaroslav Doubrava | 31 – Ústí nad Labem | 2010   | úřadující     | S.cz           |          |
| Václav Homolka    | 5 – Chomutov        | 2012   | 2018          | KSČM           |          |
| Jaroslav Palas    | 64 – Bruntál        | 2010   | 2016          | ČSSD           |          |
| Josef Regec       | 49 – Blansko        | 2010   | 2016          | ČSSD           |          |
| Jan Veleba        | 44 – Chrudim        | 2012   | 2018          | nestr.         |          |

| Jméno             | volební obvod       | zvolen     | konec mandátu | volební strana | poznámka       |
| ----------------- | ------------------- | ---------- | ------------- | -------------- | -------------- |
| Jaroslav Palas    | 64 – Bruntál        | 2010       | 2016          | ČSSD           |                |
| Josef Regec       | 49 – Blansko        | 2010       | 2016          | ČSSD           |                |
| Jaroslav Doubrava | 31 – Ústí nad Labem | 2010, 2016 | úřadující     | S.cz           |                |
| Jan Veleba        | 44 – Chrudim        | 2012       | 2018          | nestr.         | Předseda klubu |
| Václav Homolka    | 5 – Chomutov        | 2012       | 2018          | KSČM           |                |
| František Čuba    | 78 – Zlín           | 2014       | 2018          | SPOZ           |                |

## Klub nezávislých senátorů
Klub po volbách v roce 2016 formálně zanikl, protože přišel o dva své členy a tím pádem neměl alespoň pět členů, což je podmínka existence senátorského klubu. Po volbách se ke čtyřem zbylým členům zaniklého klubu připojil nově zvolený senátor Jiří Cieńciała a klub byl obnoven pod novým názvem Klub nezávislých senátorů. Klub existoval až do února 2018, kdy na post senátora rezignoval jeho člen František Čuba. Důvodem rezignace byla jeho rok a půl trvající absence na jednáních Senátu a související kritika některých senátorů.
| Jméno             | volební obvod       | zvolen | konec mandátu | volební strana | poznámka                 |
| ----------------- | ------------------- | ------ | ------------- | -------------- | ------------------------ |
| Jaroslav Doubrava | 31 – Ústí nad Labem | 2010   | úřadující     | S.cz           |                          |
| Jan Veleba        | 44 – Chrudim        | 2012   | 2018          | SPOZ           |                          |
| Václav Homolka    | 5 – Chomutov        | 2012   | 2018          | KSČM           |                          |
| František Čuba    | 78 – Zlín           | 2014   | 2018          | SPOZ           | *rezignoval v únoru 2018 |
| Jiří Cieńciała    | 73 – Frýdek-Místek  | 2016   | úřadující     | "OSN"          |                          |